# Michèle Dassas
 (août 2025).
Pour les articles homonymes, voir Dassas.
Michèle Dassas, née le 12 décembre 1951 à Gien, est une écrivaine française.

## Biographie
Née à Gien Michèle Dassas vit en Sologne, dans le nord du Cher. Elle commence son activité professionnelle en concevant des logiciels pour l'apprentissage des langues étrangères.
Michèle Dassas s'investit dans la vie publique de la Sologne, notamment en étant maire-adjointe dans sa commune durant plusieurs années[source insuffisante].
Elle commence son activité d'auteure dans les années 2000. Elle écrit d'abord les Contoguides, des guides touristiques agrémentés de contes inspirés par les lieux et ayant pour fil conducteur un écrivain et sa région de prédilection.
Elle s'illustre ensuite dans la fiction, avec des romans biographiques de femmes à la vie remarquable,.
- Une Gloire pour deux porte la mémoire de Madeleine Sologne célèbre actrice des années 1940 et 1950[6],[7].
- Femme de Robe conte la vie de Jeanne Chauvin, la première femme avocate à avoir plaidé en France[8].
- À la Lumière de Renoir avec Jeanne Baudot raconte l'univers des artistes et amateurs d'art à l'époque des impressionnistes. Ce roman est préfacé par Jean-Marie Rouart de l'Académie française[9].

Les romans de Michèle Dassas ont obtenu plusieurs prix littéraires, notamment prix Charles Oulmont de la Fondation de France en 2020 pour À la lumière de Renoir,,.

## Publications
Les Contoguides
Des guides touristiques agrémentés de contes inspirés par les lieux et ayant pour fil conducteur un écrivain et sa région de prédilection.
- Sur la Route Jacques Cœur, Éditions CPE (2002 - Réédition 2009)
- Sur les chemins de George Sand, Éditions CPE (2005 - Réédition 2009)
- Balades du Grand Meaulnes, Éditions CPE (2007)
- Au Pays de Maurice Genevoix, Éditions CPE (2009)
- Sur les chemins de Colette, Éditions CPE (2010)
- Au Pays d’Aristide Bruant, Éditions CPE (2011)
- Sur les traces de Chaplin, Éditions Mon village (Suisse) (2017)

Romans
- Le voyage d’Emma Éditions Mon village (Suisse) (2012)
- Le Recenseur Marivole, (2013), Version poche chez de Borée (2017)
- La Demoiselle du Téléphone, Marivole (2014)
- Le Chapeau cloche, Marivole (2015)
- Sous le nom de Clotilde, Marivole (2016)
- Une Gloire pour deux, Marivole (2017)
- Femme de robe, Marivole (2018)
- À la lumière de Renoir, Ramsay (2020)
- Le Dîner de l'Exposition, Ramsay (2022)
- Augustine Tuillerie, Ramsay (2023)
- Jeanne Chauvin, Ramsay (2024)
- Marie Renard, la femme modèle Ramsay (2025)

## Autres contributions littéraires
- Deux contes figurent dans Contes et Légendes de la Région Centre : Gaspard en Sologne et la légende du Clocher Penché[13].
- Avec André Mardesson et Jean Quillier, Le canton d’Argent-sur-Sauldre, dans la collection « Mémoire en Images » (Alan Sutton, 2010).
- Sur les chemins solognots du « domaine mystérieux », dans Le Grand Meaulnes, réédition en hommage à Alain-Fournier, Bleu autour, 2013[14].

## Prix et récompenses
- 1er prix du Concours littéraire les Enfants du Grand Meaulnes en octobre 2013 pour son texte D'une rive à l'autre[réf. souhaitée].

- 2e prix du concours Maestro en 2016 pour Sous le nom de Clotilde[15].
- 1er prix du roman 2017 au Prix Arts et Lettres de France pour Une gloire pour deux[16].
- 1er prix du roman 2018 au Prix Arts et Lettres de France pour Femme de robe[réf. souhaitée].
- Prix de la Ville de Bourges 2019 pour Femme de robe[réf. souhaitée].
- 1er prix du roman historique 2022 au Prix Arts et Lettres de France pour Augustine Tuillerie.
- Prix Charles Oulmont de la Fondation de France en 2020 pour À la lumière de Renoir[17].
- Finaliste au Prix littéraire Simone-Veil au Salon des Femmes de Lettres 2018 pour Femme de robe[réf. souhaitée] et à ce même prix en 2023 pour Augustine Tuillerie[réf. souhaitée].
- Prix de l'Académie du Maine 2023 pour Augustine Tuillerie[réf. souhaitée].